# Área salvaje Arc Dome
El área salvaje Arc Dome es un área silvestre protegida localizada en la cordillera Toiyabe del condado de Nye, en la parte central del estado de Nevada, en el Oeste de Estados Unidos. Comprende un área de aproximadamente 465 km², la más grande de Nevada en cuanto a área silvestre. Las atracciones incluyen los 70 kilómetros de longitud que ofrece a los viajeros la cima de la cresta de la cordillera Toiyabe, incluyendo 30 millas dentro del área salvaje Arc Dome.
La vida silvestre en el área protegida incluye ranas Columbia Spotted, venados, halcones, águila real, cascanueces de Clark, ratón Sagebrush y muchos otros animales.
El área salvaje es administrada, conjuntamente con el bosque Nacional Humboldt-Toiyabe, por el Servicio Forestal de los Estados Unidos.